# Í Óðamansgarði
Í Óðamansgarði [ʊi ˈɔuwamansgɛaɹɪ] (färöisch: „Im Garten des Verrückten“) ist eine Kammeroper in drei Akten von Sunleif Rasmussen mit einem Libretto von Dánial Hoydal nach einer Kurzgeschichte von William Heinesen (1960). Es ist die erste Oper in färöischer Sprache. Die Welturaufführung war am 12. Oktober 2006 im Haus des Nordens, Tórshavn.

## Handlung
Das Szenarium spielt auf den Färöern und beruht auf einer Geschichte von William Heinesen, die 1960 in dänischer Sprache unter dem Titel Den gale mands have erschien. Die Geschichte erzählt von einem Jungen und einem Mädchen – Marselius und Stella Kristina –, die sich im Garten eines „Verrückten“ namens Jordanson treffen. Jener ist als Figur meistens inaktiv, aber alles dreht sich um ihn: Ist er verrückt? Was ist seine Geschichte? Besitzt er übernatürliche Kräfte? Existiert er überhaupt? Beim Versuch des Paares, diesen Fragen auf den Grund zu gehen, kommen sie sich näher und definieren sich selbst.

## Gestaltung
Í Óðamansgarði ist eine Kammeroper für 15 Musiker, zwei Schauspieler, drei Sänger und zwei Tänzer. Die Schauspieler singen nicht, sondern diese Aufgabe wird von Sopran und Tenor übernommen, die so das Alter Ego der beiden darstellen. Die Sänger haben keine Arien, sondern singen nur einzelne Wörter oder Sätze. In der ersten Inszenierung des Dramaturgen Eyðun Johannessen waren die drei Sänger allesamt keine Färinger, sondern kamen aus Åland, Island und Dänemark. Dennoch sangen sie auf Färöisch.

## Geschichte
Die Oper wurde 2001 vom färöischen Kammerensemble Aldubáran unter Leitung des isländischen Dirigenten Bernharður Wilkinson beauftragt und war eine Koproduktion des Hauses des Nordens mit der Nationalbühne der Färöer. In der Geschichte der Färöer nimmt diese Produktion eine besondere Stellung ein. Noch nie zuvor wurde für das Inselvolk von knapp 50.000 Menschen eine Oper geschrieben. 
Die Oper wurde zunächst auf den Färöern aufgeführt. Schon vor der Uraufführung zeigten Häuser in Schweden, Dänemark, Island und Wales Interesse. Geplant ist auch eine DVD-Produktion und eine Übersetzung des Librettos in fünf Sprachen. Die englische Übersetzung gibt es bereits im Internet.